# Ефект CNN
Ефект CNN — це термін, який застосовується в політичній науці та медіазнавство для опису впливу цілодобових новинних телеканалів на сприйняття міжнародних подій особами, які беруть політичні (і особливо зовнішньополітичні) рішення на рівні урядів і міжнародних організацій. 

## Історія
Однією з концепцій, що пояснюють вплив таких новинних каналів, як CNN, і джерел інформації в цілому, є концепція "глобального села" Маршалла Маклуена, який стверджував, що внаслідок розвитку нових технологій передачі інформації світ став "стисненим", а його устрій — більш схожим на устрій села, де з огляду на невеликі розміри кожен житель дізнається новини про життя оточуючих його людей і різні події відносно швидко. Винахід радіо, а потім телебачення, а також новинних агентств і компаній з глобальним охопленням дозволили дізнаватися інформацію про події та явища в будь-якій точці земної кулі. 
Роль міжнародно розповсюджуваних цілодобових новин досягла нової стадії, коли в 1991 році проведена США проти Іраку операція "Буря в пустелі" висвітлювалася в прямому ефірі, ставши першим важливою подією подібного роду і змінивши сприйняття і подачу новин. На вплив новин на суспільну свідомість, включаючи політичних лідерів, з боку медіа писав відомий філософ постмодерну Жан Бодрійяр у своєму нарисі " Війни в затоці не було ", де висловив думку, що маси дізнавалися про конфлікт на Близькому Сході переважно з екранів телевізора, відповідно, їх уявлення про війну необов'язково відповідали в точності того, що відбувалося в той час в Іраку, але тому, що було показано по телебаченню, а отже, можна говорити про вибудовування засобами масової інформації соціального конструкта, ніж про передачу об'єктивної інформації. 
Пізніше основний фокус "ефекту CNN" змістився на прийняття зовнішньополітичними лідерами рішень про проведення гуманітарних інтервенцій з огляду на те, що по телебаченню передавалися докладні та неодноразові репортажі про вчинення в різних країнах геноциду та інших злочинів проти людяності. Про вплив медіа на прийняття зовнішньополітичних рішень можна говорити, спираючись на висловлювання таких американських державних діячів, як Річард Холбрук і Ентоні Лейк, які визнавали заслуги ЗМІ у висвітленні, зокрема, ситуації на території колишньої Югославії в 1990-і роки та підвищенню обговорювана цих подій і стурбованості з приводу їх розвитку, що у свою чергу змушувало політиків приймати відповідні рішення. 
Крім того, пізніше паралельно з ефектом CNN стали говорити про так званому ефекті "Аль-Джазіри", названому так на увазі схожого впливу арабського телеканалу. Термін має у собі вплив не скільки телебачення, скільки нових медіа та соціальних мереж, часто використовуваних цим каналом для висвітлення подій. 

## Критика
Відомий дипломат і теоретик міжнародних відносин Джордж Кеннан, який виступає з позицій реалізму, критикує піднесення ЗМІ як впливового гравця в процесі прийняття політичних рішень і навіть четвертої влади, кажучи про те, що для більшої стабільності та передбачуваності міжнародних відносин контроль над політичною (і зовнішньополітичної) сферою повинен залишатися у національних політичних еліт. 
Ефект CNN критикується і з точки зору самого підходу до опису впливу цілодобових глобальних ЗМІ на сприйняття людей. Зокрема, данський дослідник Петер Вігго Якобсен у своїй статті, виданій у 2000 році, розкритикував ефект CNN і домінуючі погляди на вплив медіа в цілому. По-перше, згідно з висновками Якобсена, насправді ефект від діяльності ЗМІ складно виміряти та відчути. Крім того, вчений стверджує, що ЗМІ найчастіше висвітлюють тільки активну фазу конфлікту або спалахи насильства, залишаючи за кадром загальну канву конфліктів, що обмежує внесок медіа в процес врегулювання. Однак Якобсен звинувачує ЗМІ в тому, що під впливом картинки з телеекрана змінюється характер офіційної допомоги розвитку : чаша терезів схиляється до малоефективного короткострокового фінансування, що виділяється на усунення наслідків окремих подій, замість ефективного довгострокового сприяння розвитку. 
Навесні 2016 року в журналі Review of International Studies вийшла стаття колективу авторів-фахівців з тематики впливу медіа на політику і суспільство та ефекту CNN зокрема. Згідно з їхньою думкою, теорія про цей ефект була зручною у використанні при описі конфліктів, що сталися незабаром після закінчення холодної війни, оскільки в той час головна роль в їх висвітленні та формуванні громадської думки дійсно належала цілодобовим телевізійні мережі. Однак автори стверджують, що для повного аналізу сучасного взаємодії ЗМІ та суспільства цього недостатньо з огляду на розвитку нових технологій, нових форм комунікації та відходу телебачення на другий план. Крім того, змінилася і сама структура телебачення, зокрема, CNN, де порядок денний, що освітлюється на міжнародній версії телеканалу, відрізняється, наприклад, від тієї, що транслюється по американській версії. На думку дослідників, застарілий ефект CNN необхідно доповнити, розглядаючи вплив ЗМІ з точки зору гібридного підходу, від містечкових видань до глобальних інформаційних агентств.